# Île Saint-Joseph
L'Île Saint-Joseph (che in francese significa "Isola di San Giuseppe") è la più meridionale delle tre isole che compongono l'arcipelago delle Îles du Salut, nell'Oceano Atlantico al largo della costa della Guyana francese. L'isola si estende su di una superficie di 20 ettari.
Durante il periodo in cui l'arcipelago veniva usato come colonia penale, fra il 1852 e il 1946, l'Île Saint-Joseph veniva utilizzata alla stregua di una cella d'isolamento. La maggior parte dell'isola è fittamente coperta di vegetazione.